# Anexação de Chiapas pelo México
A anexação de Chiapas ao México foi o processo histórico pelo qual a província de Chiapas, sob o domínio das autoridades guatemaltecas durante a era colonial, se federou com a República Mexicana após a dissolução do Primeiro Império Mexicano e a declaração de independência das Províncias Unidas da América Central.
Chiapas, como um antigo território constituinte da Real Audiência de Guatemala, se proclamou parte do Império Mexicano de Agustín de Iturbide. Após a abdicação de Iturbide e a dissolução deste império efêmero, Chiapas se declarou independente tanto do México como da Guatemala. Por tal motivo, a separação ou adesão ao México voltou a ser objeto de controvérsia. As elites políticas na província ficaram divididas entre unir-se a Guatemala ou federar com o México. As disputas internas foram resolvidas por um plebiscito, que resultou na dissolução da Junta Suprema Provisória de Chiapas e a consequente federação de Chiapas nos Estados Unidos Mexicanos em 14 de setembro de 1824.
Soconusco era reivindicado pela América Central e pelo México, e sua incorporação definitiva no território de Chiapas ocorreu até 1882, após os conflitos fronteiriços entre o México e a Guatemala em 1842 e 1882.